# 教誨
| 日本の刑務所内の教誨室 |  | 日本の刑務所内の教誨室 |
| 日本の刑務所内の教誨室 |  |                        |

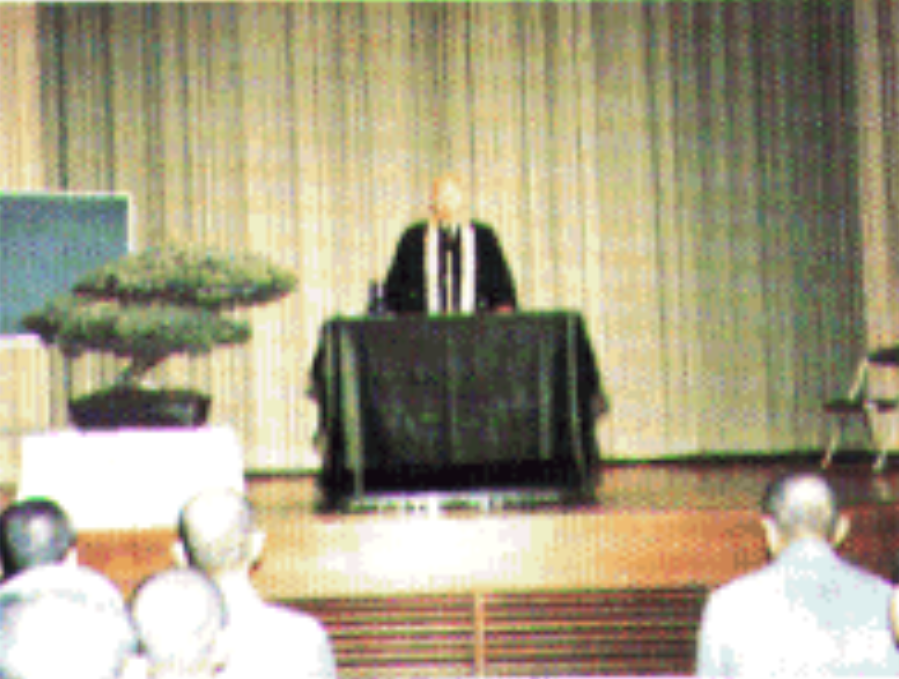
日本の刑務所での集合教誨（仏教の僧侶）

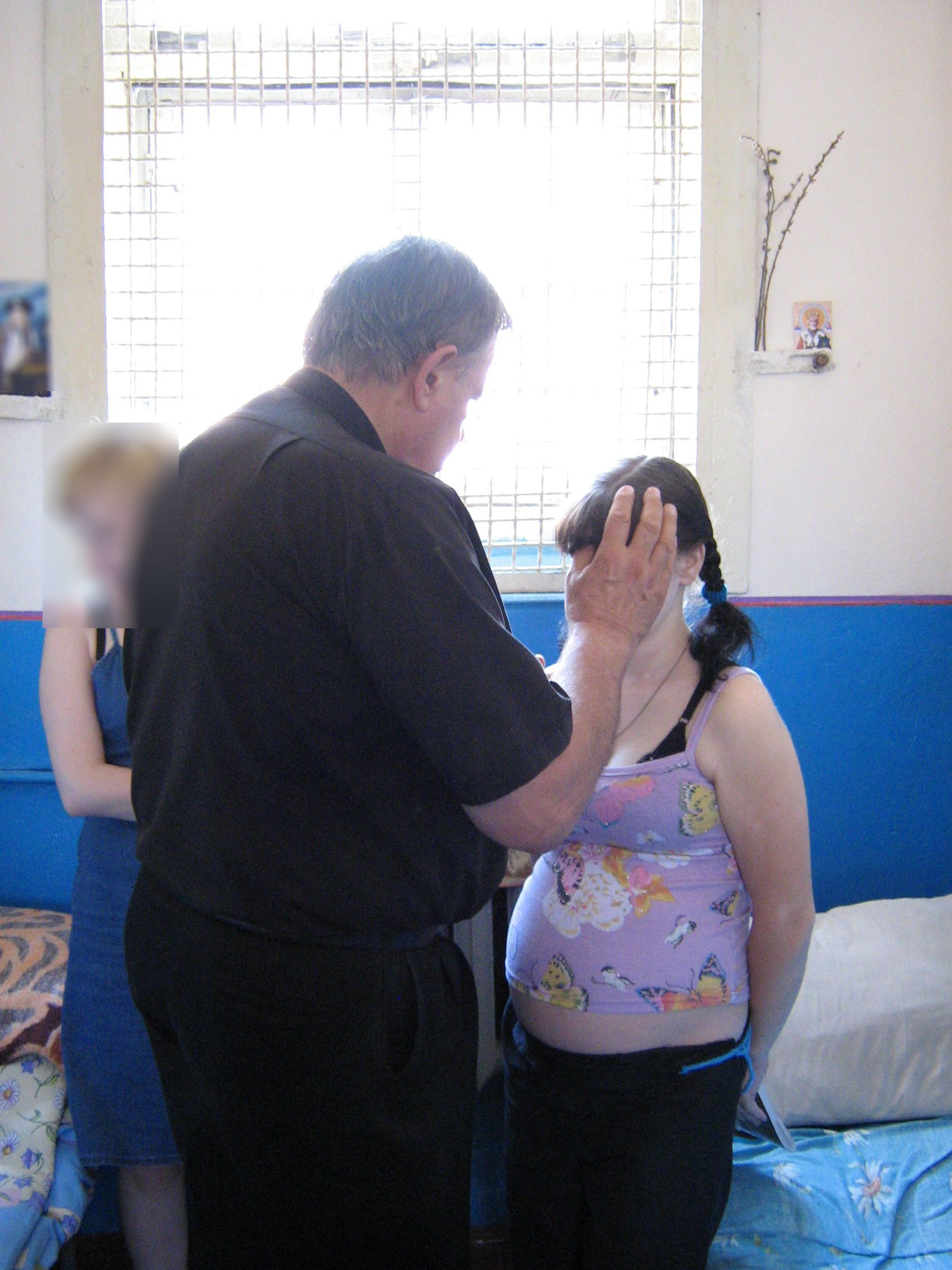
刑務所で受刑者に祝福を与える、キリスト教系のプリズンチャプレン（欧米型・キリスト教系の教誨師）

教誨（きょうかい）とは、第1義には、教えさとすことをいう。同義語として教戒（きょうかい）があるが、こちらは、教え戒めることをいう。両者の違いは「誨（意：知らない者を教えさとす）」と「戒（意：いましめ。さとし）」の違いである。また、これらから転じて第2義には、受刑者に対し、徳性（道徳をわきまえた正しい品性。道徳心。道義心）の育成を目的として教育することをいう。
受刑者に対して教誨・教戒を行う者は、教誨師・教戒師（きょうかいし）という。この日本語に近似の英語としては、矯正施設付きの "chaplain（チャプレン）" であるところの "prison chaplain（プリズンチャプレン）" がある。

## 日本の教誨師
日本において、公的な教誨師は、1908年（明治41年）3月28日に施行された監獄法の第29条に基づいて新設。
1946年（昭和21年）4月25日、それまでの国による強制的な教誨を改め、収容者の自由な信仰心から出た場合に各宗派別の教誨が行われるようになった（刑政甲第868号）。
その後、同法は施行後90年近くの長きに亘って存続。
この間、1945年（昭和20年）12月26日にGHQから「宗教上の礼拝に関する件」が通牒され、一時的に宗教教誨が禁止されたものの復活。その後も平成に到る時の流れに伴う社会通念の大きな変化を反映させた改正を何度も検討されながら、全て廃案となってきた。それでもようやくにして、2006年（平成18年）5月24日に施行された「刑事収容施設及び被収容者等の処遇に関する法律」附則第15条により、旧態然とした監獄法は改正され、法律名称も「刑事施設ニ於ケル刑事被告人ノ収容等ニ関スル法律」（通称：受刑者処遇法）に改められた。ところが、未決拘禁者と死刑確定者（死刑囚）の処遇についての規定だけは現代化から置き去りにされ、旧法のままに続けられることとなった。このように法改正から取り残された未決拘禁者と死刑確定者の処遇は問題視され、早期に改正するべき案件であったため、第164回通常国会会期中の2006年（平成18年）6月2日における「刑事施設及び受刑者の処遇等に関する法律の一部を改正する法律」（通称：受刑者処遇法改正法）の成立、同年6月8日の公布、そして2007年（平成19年）6月1日の施行により、遅れ馳せながら改正された。未決拘禁者と死刑確定者についての規定は、このような経緯で新法に統合されることとなり、これをもって、全ての条項が旧法となった監獄法は廃止された。受刑者処遇法は、その後「刑事収容施設及び被収容者等の処遇に関する法律」（通称：刑事収容施設法）に改題され、現在に到る。現在の教誨師は、刑事収容施設法の第68条を法的根拠としている。
矯正施設における教誨には「一般教誨」と「宗教教誨」がある。一般教誨の内容は、道徳や倫理の講話などで、刑務官・法務教官などが行う。宗教教誨の内容は、宗教的な講話や宗教行事で、各宗教団体に所属する宗教者（僧侶・神職・牧師・神父など）によって行われる。一般教誨は全ての受刑者に参加の義務があるが、宗教教誨は日本国憲法に定める信教の自由の観点から自由参加である。
教誨師の宗教別の割合は、多い方から順に、仏教、キリスト教、神道であり、それ以外に、天理教、金光教、大本など新宗教諸派の教誨師もいる。
2020年（令和2年）時点の総数は1820人となっている。

## 著名な教誨師

### 世界の著名な教誨師
- フィリップ・R・アルスタット（英語版） - 1891年7月15日生まれ。アメリカ合衆国の教誨師。リトアニア系アメリカ人のラビ。マンハッタン拘置所（英語版）の教誨師として活動したほか、全米ユダヤ人刑務所チャプレン協議会事務局長を務めた。1979年11月29日死去。
- Harald Poelchau（英語版） - 1903年10月5日生まれ。ドイツの教誨師（プロテスタント）。教誨師として受刑者や死刑囚の教誨にあたる傍ら、妻のDorotheeと共に反ナチ運動に参加し、政治犯やユダヤ人の救援に尽力。のちにヤド・ヴァシェムより、夫婦揃って諸国民の中の正義の人として顕彰された。戦後はソ連占領地域における刑務所改革などで活動。1979年4月29日死去。

### 日本の著名な教誨師
- 留岡幸助 - 元治元年3月4日（西暦換算:1864年4月9日、幕末）生まれ。社会福祉の先駆者。牧師、教誨師。
- 藤井恵照 - 1878年（明治11年）1月11日生まれ。僧、教誨師（東京監獄〈のちの市ヶ谷刑務所〉の教誨師。更生保護施設の創設に尽力した。刑務教誨事業研究所〈刑務教誨司法保護事業研究所の前身〉の設立・育成もその一つである）。
- 本多まつ江 - 1889年（明治22年）12月25日生まれ。教師、僧侶の妻。教誨師（名古屋拘置所の教誨師。晩年は｢死刑囚の母｣と讃えられた）。
- 田嶋隆純 - 1892年（明治25年）1月9日生まれ。仏教学者、僧、教誨師（花山信勝の後を受けて巣鴨プリズンの教誨師になる。『代受苦』〈地蔵菩薩の身代りの徳〉の活動が多くの戦犯者から感謝され、『巣鴨の父』と慕われた）。
- 花山信勝 - 1898年（明治31年）12月3日生まれ。仏教学者、僧、教誨師（1946年〈昭和21年〉2月から巣鴨プリズンの教誨師となり、東條英機ら7名のA級戦犯の処刑に立ち会った）。
- 加賀尾秀忍 - 1901年（明治34年）1月5日生まれ。僧、教誨師（フィリピンはモンティンルパの戦犯刑務所で教誨師として尽力し、『モンティンルパの父』と慕われた）。
- 道城重太郎 - 1905年（明治38年）5月26日生まれ。牧師、教誨師（神戸刑務所教誨師）。
- 大谷光照 - 1911年（明治44年）11月1日生まれ。僧、教誨師。昭和天皇の従弟。
- 古川泰龍 - 1920年（大正9年）8月23日生まれ。僧、教誨師（福岡刑務所の死刑囚教誨師。死刑囚の冤罪撤回運動に尽力した）。
- 岡村又男 - 1931年（昭和6年）生まれ。牧師、教誨師（久里浜少年院教誨師）。
- 鈴木啓之 - 1955年（昭和30年）11月生まれ。牧師、教誨師（府中刑務所教誨師）。元暴力団員。2001年（平成13年）製の日韓合作映画『親分はイエス様』のコンセプトモデルとなった「ミッション・バラバ」（暴力団組員等の過去をもつ牧師を中心に結成されたキリスト教宣教団体）の代表者。
- 塩谷直也 - 1963年（昭和38年）生まれ。神学者。教誨師（府中刑務所教誨師）。
- 進藤龍也 - 1970年（昭和45年）12月23日生まれ。牧師、教誨師。元暴力団員。

- 兼松一二 - 生年不明。1971年（昭和46年）より活動歴あり。牧師、教誨師（笠松刑務所の教誨師。中部教誨師会理事）。

## フィクション
演劇、映画、テレビドラマに代表される創作作品では、凶悪犯罪や冤罪被害にスポットを当てた作品に多いが、刑の執行を間近に控えて処刑室の前や処刑する場所に引き出された死刑囚の傍らに教誨師が現れ、死刑囚と言葉を交わし、仏教であれば読経、キリスト教であれば祝福をもって死にゆく者を送る場面が、しばしば登場する。
2018年（平成30年）製の日本映画『教誨師』は、死刑囚と対話する日本の教誨師を主人公としたドラマ映画で、大杉漣が老齢の教誨師を演じている。